# 蒙特斯库多
蒙特斯库多（Montescudo）是意大利艾米利亚-罗马涅大区里米尼省的一个已废置的市镇，面积19.9平方公里，人口3238人，人口密度170.4人/平方公里（2009年）。ISTAT代码为099010。
2016年该市镇与蒙特科隆博合并为新的蒙特斯库多-蒙特科隆博市镇。